# Evangelisches Pfarrhaus (Eppingen)

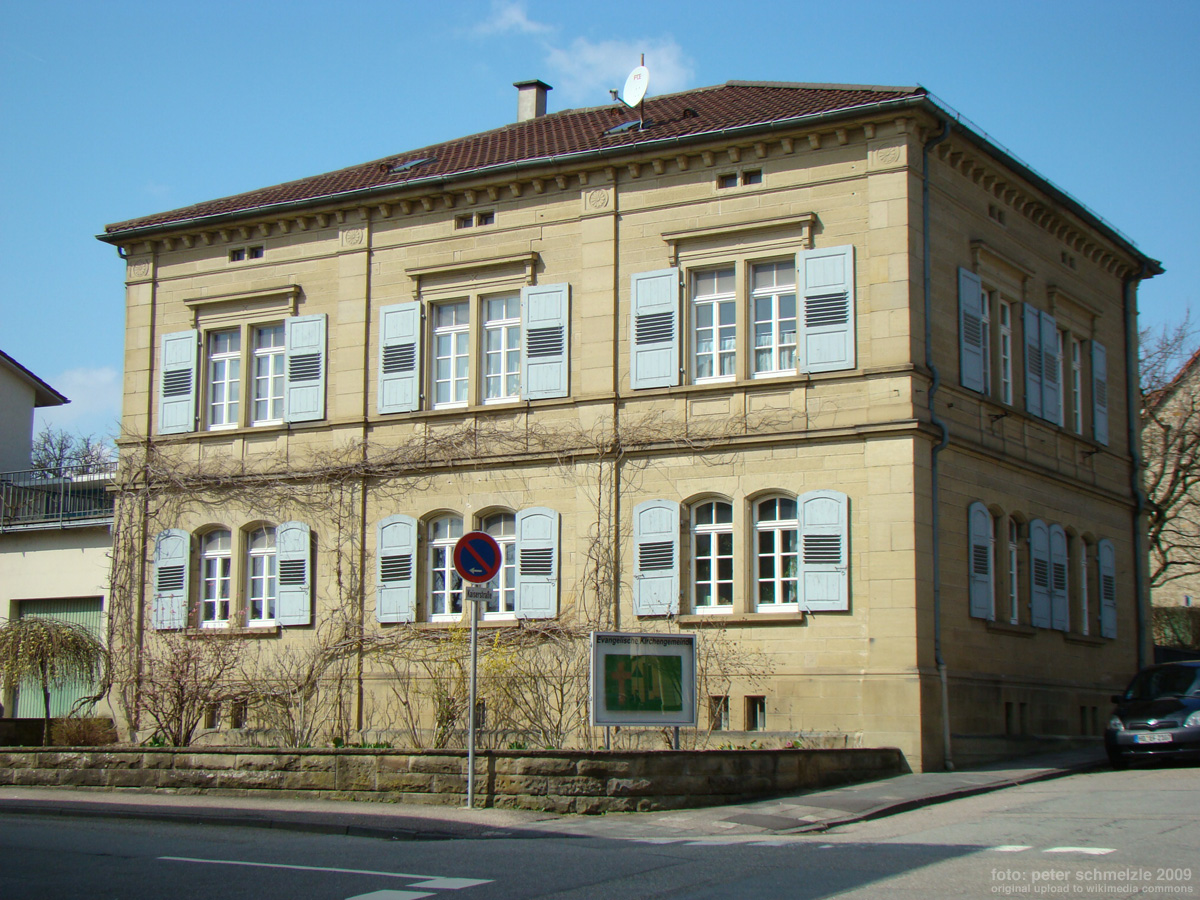
Evangelisches Pfarrhaus

Das Evangelische Pfarrhaus in der Kaiserstraße 3 in Eppingen im Landkreis Heilbronn in Baden-Württemberg wurde im Zusammenhang mit der benachbarten, 1879 vollendeten Evangelischen Stadtkirche nach Plänen des Karlsruher Architekten Ludwig Diemer im Stil der Neo-Renaissance erbaut. Das Gebäude steht als Kulturdenkmal unter Denkmalschutz.

## Geschichte
Die evangelische Gemeinde Eppingens nutzte seit 1707 gemeinsam mit den Katholiken die Liebfrauenkirche als Simultankirche. 1871 beschloss die evangelische Gemeinde den Neubau eines Pfarrhauses. Die Pläne wurden umso dringlicher, als das alte evangelische wie auch das alte katholische Pfarrhaus 1871 bei einem Stadtbrand zerstört wurden. 1873 erwarb die Kirchengemeinde Baugrund im Roth, wo nach dem Deutsch-Französischen Krieg zahlreiche repräsentative, vor allem öffentliche Gebäude wie die Höhere Bürgerschule oder das Amtsgerichtsgebäude entstanden. Dieses Quartier bildete damals eine neue Stadtmitte, auch wenn sich die Stadt später in andere Richtungen ausgedehnt hat und die das Quartier durchquerende Kaiserstraße heute eine eher unbedeutende Nebenstraße ist. Das Pfarrhaus wurde 1873 nach Plänen von Kirchenbaurat Ludwig Diemer fertiggestellt. Von 1876 bis 1879 schloss sich der Bau der benachbarten Evangelischen Stadtkirche ebenfalls nach Plänen von Diemer an. Die an Pfarrhaus und Kirche vorbeiführende Straße hieß zunächst Rothstraße und wurde wenige Tage vor Einweihung der Kirche im März 1879 in Kaiserstraße umbenannt.
Ein Teil des Pfarrgartens wurde 1963 aufgegeben, um darauf ein evangelisches Gemeindezentrum zu errichten.